# آرتور هالی کامپتون
آرتور هالی کامپتون (به انگلیسی: Arthur Holly Compton) ‏ (۱۸۹۲–۱۹۶۲) فیزیکدان آمریکایی و برنده جایزه نوبل فیزیک سال ۱۹۲۷ میلادی بود.
کامپتون بخاطر بررسی ماهیت ذره‌ای نور و بخصوص اثر کامپتون، و همچنین کشف ماهیت پرتوهای کیهانی شهرت دارد. وی در پروژهٔ منهتن نیز شرکت داشت.
کامپتون که زاده ایالت اوهایو بود، پسر کشیشی از فرقه پرسبیترین (وابسته به کلیسای مشایخی بود) که در عین حال مدیریت کالج ووستر در اوهایو را بر عهده داشت. کامپتون در همین کالج تحصیل کرد و در سال ۱۹۱۶ از دانشگاه پرینستون دکترای خود را دریافت نمود. زمانی که در پرینستون بود روی پراکندگی پرتوهای اشعه ایکس از بلورها به پژوهش پرداخت.
کامپتون بین سالهای ۱۹۴۶ تا ۱۹۵۳ ریاست دانشگاه واشنگتن در سنت لوئیس در میسوری را بر عهده داشت.
برادر آرتور، کارل، نیز فیزیکدان بود و در مقام ریاست دانشگاه‌ام آی تی نیز انجام خدمت نمود، در حالیکه برادر دوم او، ویلسون، ریاست دانشگاه ایالتی واشنگتن را عهده دار گردید.